# Breiteneben
Breiteneben ist ein Gemeindeteil des Marktes Presseck im Landkreis Kulmbach (Oberfranken, Bayern). Breiteneben liegt in der Gemarkung Heinersreuth.

## Geografie
Die ehemalige  Einöde liegt am Rande eines Hochplateaus des Frankenwaldes, das im Westen und Süden in das Tal des Köstenbachs und im Norden ins Tal eines namenlosen rechten Zuflusses des Köstenbachs steil abfällt. Ein Wirtschaftsweg führt nach Köstenhof (1 km nordöstlich) bzw. zu einer Gemeindeverbindungsstraße (1,2 km östlich), die von Köstenhof nach Elbersreuth verläuft.

## Geschichte
Gegen Ende des 18. Jahrhunderts bestand Breiteneben aus einem Gut. Das Hochgericht sowie die Grundherrschaft übte die Herrschaft Wildenstein aus.
Mit dem Gemeindeedikt wurde Breiteneben dem 1808 gebildeten Steuerdistrikt Heinersreuth und der im selben Jahr gebildeten Ruralgemeinde Heinersreuth zugewiesen. Bei der Vergabe der Hausnummern erhielt Breiteneben die Nummer 40 des Ortes Elbersreuth. Am 1. Januar 1978 wurde Breiteneben im Rahmen der Gebietsreform in Bayern in die Gemeinde Presseck eingegliedert.

### Einwohnerentwicklung
| Jahr      | 001818 | 001861 | 001871 | 001885 | 001900 | 001925 | 001950 | 001961 | 001970 | 001987 |
| Einwohner |        | 3      | 7      | 9      | 5      | 3      | 5      | 0      | 0      | 0      |
| Häuser    | 1      |        |        | 1      | 1      | 1      | 1      | 1      |        | 0      |
| Quelle    | [ 6 ]  | [ 10 ] | [ 11 ] | [ 12 ] | [ 13 ] | [ 14 ] | [ 15 ] | [ 16 ] | [ 17 ] | [ 1 ]  |

## Religion
Breiteneben ist seit der Reformation evangelisch-lutherisch geprägt und nach Heilige Dreifaltigkeit (Presseck) gepfarrt.